# Longecourt-en-Plaine
Longecourt-en-Plaine este o comună în departamentul Côte-d'Or, Franța. În 2009 avea o populație de 1,258 de locuitori.

## Evoluția populației
| An        | 1975 | 1982 | 1990  | 1999  | 2006  | 2009  |
| --------- | ---- | ---- | ----- | ----- | ----- | ----- |
| Populație | 562  | 713  | 1,023 | 1,189 | 1,254 | 1,258 |